# Chapulacris
Chapulacris is een geslacht van rechtvleugeligen uit de familie veldsprinkhanen (Acrididae). De wetenschappelijke naam van dit geslacht is voor het eerst geldig gepubliceerd in 1975 door Descamps.

## Soorten
Het geslacht Chapulacris omvat de volgende soorten:
- Chapulacris albanica Descamps, 1975
- Chapulacris palmicola Descamps, 1975